# Дзодза, Яков
Яков Дзодза (алб. Jakov Xoxa; 12 мая 1923, Фиери — 1979) — албанский писатель и публицист XX века.
Дзодзa родился в городе Фиери, Албания. В возрасте 20 лет он отправился на фронт на стороне партизан. После освобождения страны он продолжал свои исследования в области филологии и одновременно сделал первые шаги в поэзии и прозе. В 1949 году он опубликовал первую работу в романе. С 1957 года работал в качестве профессора факультета истории и филологии в университете Тираны, где в течение многих лет он преподавал предмет теории литературы.

## Наиболее важные работы
- «Река смерти»[2]
- «Белый юг»[3]
- «Цветок соли»[4]